# Andriivka, Berezanka
Andriivka (în ucraineană Андріївка) este un sat în așezarea urbană Berezanka din regiunea Mîkolaiiv, Ucraina.

## Demografie
Componența lingvistică a localității Andriivka
     Ucraineană (95,21%)
     Rusă (4,79%)
Conform recensământului din 2001, majoritatea populației localității Andriivka era vorbitoare de ucraineană (95,21%), existând în minoritate și vorbitori de rusă (4,79%).